# Anthurium barryi
Anthurium barryi Croat, 1986 è una pianta della famiglia delle Aracee, diffusa a Panama e in Colombia.